# NBA Summer League 2023
Navigation
2022 2024
La NBA Summer League 2023 de la NBA a lieu au Thomas and Mack Center et Cox Pavilion à Las Vegas, sur le campus de l’université du Nevada. Elle commence le 7 juillet et se termine le 17 juillet. Les 30 équipes de la NBA y participent. Elle se divise en trois compétitions : deux non officielles : la California Classic Summer League et la Salt Lake City Summer League ; la compétition officielle regroupant l'ensemble des franchises de la NBA est la Las Vegas Summer League.

## California Classic Summer League
Les Kings de Sacramento accueillent la 5e édition de la California Classic Summer League au Golden 1 Center les 3 et 5 juillet 2023.

### Équipes
- Hornets de Charlotte
- Warriors de Golden State
- Lakers de Los Angeles
- Heat de Miami
- Kings de Sacramento
- Spurs de San Antonio

### Matchs

#### Jour 1
| 3 juillet | Rapport | Heat de Miami 107, Lakers de Los Angeles 90               | Heat de Miami 107, Lakers de Los Angeles 90 | Heat de Miami 107, Lakers de Los Angeles 90                            |  | Golden 1 Center, Sacramento, Californie Arbitres : Kevin Scott, Randy Richardson, Tom Washington | ESPN2 |
| 3 juillet | Rapport | Score par quart-temps : 22-16, 36-24, 26-27, 23-23        |                                             |                                                                        |  | Golden 1 Center, Sacramento, Californie Arbitres : Kevin Scott, Randy Richardson, Tom Washington | ESPN2 |
| 3 juillet | Rapport | Jaime Jaquez Jr., 22 Jović, Robinson, 8 Jamaree Bouyea, 9 | Points Rebonds Passes d.                    | Max Christie, 17 Figueroa, Killeya-Jones, 7 Hood-Schifino, Christie, 4 |  | Golden 1 Center, Sacramento, Californie Arbitres : Kevin Scott, Randy Richardson, Tom Washington | ESPN2 |

| 3 juillet | Rapport | Spurs de San Antonio 98, Hornets de Charlotte 77          | Spurs de San Antonio 98, Hornets de Charlotte 77 | Spurs de San Antonio 98, Hornets de Charlotte 77         |  | Golden 1 Center, Sacramento, Californie Arbitres : John Butler, Dan Crawford, John Goble | ESPN |
| 3 juillet | Rapport | Score par quart-temps : 24-4, 28-21, 21-21, 17-24         |                                                  |                                                          |  | Golden 1 Center, Sacramento, Californie Arbitres : John Butler, Dan Crawford, John Goble | ESPN |
| 3 juillet | Rapport | Julian Champagnie, 30 Dominick Barlow, 11 Blake Wesley, 8 | Points Rebonds Passes d.                         | Brandon Miller, 18 Trois joueurs, 5 Miller, Smith Jr., 3 |  | Golden 1 Center, Sacramento, Californie Arbitres : John Butler, Dan Crawford, John Goble | ESPN |

| 3 juillet | Rapport | Warriors de Golden State 94, Kings de Sacramento 100      | Warriors de Golden State 94, Kings de Sacramento 100 | Warriors de Golden State 94, Kings de Sacramento 100 |  | Golden 1 Center, Sacramento, Californie Arbitres : Jacob Lear, Brandon Schwab, Matt Kallio | ESPN |
| 3 juillet | Rapport | Score par quart-temps : 18-21, 22-26, 23-23, 31-30        |                                                      |                                                      |  | Golden 1 Center, Sacramento, Californie Arbitres : Jacob Lear, Brandon Schwab, Matt Kallio | ESPN |
| 3 juillet | Rapport | Lester Quiñones, 26 Brandin Podziemski, 6 Yuri Collins, 7 | Points Rebonds Passes d.                             | Keegan Murray, 29 Neemias Queta, 10 Jordan Ford, 3   |  | Golden 1 Center, Sacramento, Californie Arbitres : Jacob Lear, Brandon Schwab, Matt Kallio | ESPN |

#### Jour 2
| 5 juillet | Rapport | Warriors de Golden State 98, Hornets de Charlotte 83  | Warriors de Golden State 98, Hornets de Charlotte 83 | Warriors de Golden State 98, Hornets de Charlotte 83  |  | Golden 1 Center, Sacramento, Californie Arbitres : John Butler, Danielle Scott, Jacob Lear | ESPN2 |
| 5 juillet | Rapport | Score par quart-temps : 23-19, 25-21, 29-15, 21-28    |                                                      |                                                       |  | Golden 1 Center, Sacramento, Californie Arbitres : John Butler, Danielle Scott, Jacob Lear | ESPN2 |
| 5 juillet | Rapport | Lester Quiñones, 21 Jayce Johnson, 12 Yuri Collins, 5 | Points Rebonds Passes d.                             | Amari Bailey, 17 James Bouknight, 6 Brandon Miller, 7 |  | Golden 1 Center, Sacramento, Californie Arbitres : John Butler, Danielle Scott, Jacob Lear | ESPN2 |

| 5 juillet | Rapport | Spurs de San Antonio 109, Lakers de Los Angeles 99       | Spurs de San Antonio 109, Lakers de Los Angeles 99 | Spurs de San Antonio 109, Lakers de Los Angeles 99     |  | Golden 1 Center, Sacramento, Californie Arbitres : Mousa Dagher, Jenna Schroeder, Che Flores | ESPN |
| 5 juillet | Rapport | Score par quart-temps : 29-28, 26-22, 29-21, 25-28       |                                                    |                                                        |  | Golden 1 Center, Sacramento, Californie Arbitres : Mousa Dagher, Jenna Schroeder, Che Flores | ESPN |
| 5 juillet | Rapport | Malaki Branham, 32 Charles Bediako, 8 Dominick Barlow, 6 | Points Rebonds Passes d.                           | Max Christie, 25 Colin Castleton, 8 Colin Castleton, 6 |  | Golden 1 Center, Sacramento, Californie Arbitres : Mousa Dagher, Jenna Schroeder, Che Flores | ESPN |

| 5 juillet | Rapport | Heat de Miami 83, Kings de Sacramento 95           | Heat de Miami 83, Kings de Sacramento 95 | Heat de Miami 83, Kings de Sacramento 95          |  | Golden 1 Center, Sacramento, Californie Arbitres : Evan Scott, Brandon Schwab, Matt Kallio | ESPN |
| 5 juillet | Rapport | Score par quart-temps : 14-21, 26-26, 30-21, 13-27 |                                          |                                                   |  | Golden 1 Center, Sacramento, Californie Arbitres : Evan Scott, Brandon Schwab, Matt Kallio | ESPN |
| 5 juillet | Rapport | Nikola Jović, 22 Jamal Cain, 6 Jamaree Bouyea, 4   | Points Rebonds Passes d.                 | Keegan Murray, 41 Neemias Queta, 9 Jordan Ford, 6 |  | Golden 1 Center, Sacramento, Californie Arbitres : Evan Scott, Brandon Schwab, Matt Kallio | ESPN |

## Salt Lake City Summer League
Le Jazz de l'Utah accueille la Salt Lake City Summer League au Delta Center les 3, 5 et 6 juillet 2023, pour la 8e année.

### Équipes
- Jazz de l'Utah
- Thunder d'Oklahoma City
- Grizzlies de Memphis
- 76ers de Philadelphie

### Matchs

#### Jour 1
| 3 juillet | Rapport | Grizzlies de Memphis 94, 76ers de Philadelphie 92              | Grizzlies de Memphis 94, 76ers de Philadelphie 92 | Grizzlies de Memphis 94, 76ers de Philadelphie 92 |  | Delta Center, Salt Lake City, Utah Arbitres : Suyash Mehta, John Conley, Robert Hussey | NBA TV |
| 3 juillet | Rapport | Score par quart-temps : 21-24, 25-25, 22-28, 26-15             |                                                   |                                                   |  | Delta Center, Salt Lake City, Utah Arbitres : Suyash Mehta, John Conley, Robert Hussey | NBA TV |
| 3 juillet | Rapport | Kenneth Lofton Jr., 21 Kenneth Lofton Jr., 13 Jacob Gilyard, 7 | Points Rebonds Passes d.                          | Terquavion Smith, 18 Louis King, 8 Louis King, 5  |  | Delta Center, Salt Lake City, Utah Arbitres : Suyash Mehta, John Conley, Robert Hussey | NBA TV |

| 3 juillet | Rapport | Thunder d'Oklahoma City 95, Jazz de l'Utah 85                  | Thunder d'Oklahoma City 95, Jazz de l'Utah 85 | Thunder d'Oklahoma City 95, Jazz de l'Utah 85         |  | Delta Center, Salt Lake City, Utah Arbitres : Andy Nagy, Dannica Mosher, Jason Stiell | NBA TV |
| 3 juillet | Rapport | Score par quart-temps : 16-13, 43-30, 23-19, 13-23             |                                               |                                                       |  | Delta Center, Salt Lake City, Utah Arbitres : Andy Nagy, Dannica Mosher, Jason Stiell | NBA TV |
| 3 juillet | Rapport | Jalen Williams, 21 Jaylin Williams, 13 Dieng, Jay. Williams, 3 | Points Rebonds Passes d.                      | Keyonte George, 18 Agbaji, Hauser, 9 Trois joueurs, 4 |  | Delta Center, Salt Lake City, Utah Arbitres : Andy Nagy, Dannica Mosher, Jason Stiell | NBA TV |

#### Jour 2
| 5 juillet | Rapport | Grizzlies de Memphis 94, Thunder d'Oklahoma City 86     | Grizzlies de Memphis 94, Thunder d'Oklahoma City 86 | Grizzlies de Memphis 94, Thunder d'Oklahoma City 86 |  | Delta Center, Salt Lake City, Utah Arbitres : Andy Nagy, Dannica Mosher, Robert Hussey | NBA TV |
| 5 juillet | Rapport | Score par quart-temps : 39-31, 17-23, 19-16, 19-16      |                                                     |                                                     |  | Delta Center, Salt Lake City, Utah Arbitres : Andy Nagy, Dannica Mosher, Robert Hussey | NBA TV |
| 5 juillet | Rapport | Jake LaRavia, 25 Vince Williams Jr., 9 Jacob Gilyard, 6 | Points Rebonds Passes d.                            | Tre Mann, 28 Chet Holmgren, 11 Jared Butler, 6      |  | Delta Center, Salt Lake City, Utah Arbitres : Andy Nagy, Dannica Mosher, Robert Hussey | NBA TV |

| 5 juillet | Rapport | 76ers de Philadelphie 104, Jazz de l'Utah 94            | 76ers de Philadelphie 104, Jazz de l'Utah 94 | 76ers de Philadelphie 104, Jazz de l'Utah 94    |  | Delta Center, Salt Lake City, Utah Arbitres : Suyash Mehta, John Conley, Jason Stiell | NBA TV |
| 5 juillet | Rapport | Score par quart-temps : 20-34, 34-22, 27-23, 23-15      |                                              |                                                 |  | Delta Center, Salt Lake City, Utah Arbitres : Suyash Mehta, John Conley, Jason Stiell | NBA TV |
| 5 juillet | Rapport | Javonte Smart, 19 Filip Petrušev, 8 Coucil IV, Smith, 5 | Points Rebonds Passes d.                     | Luka Šamanić, 19 Luka Šamanić, 9 Colbey Ross, 8 |  | Delta Center, Salt Lake City, Utah Arbitres : Suyash Mehta, John Conley, Jason Stiell | NBA TV |

#### Jour 3
| 6 juillet | Rapport | Thunder d'Oklahoma City 100, 76ers de Philadelphie 91 | Thunder d'Oklahoma City 100, 76ers de Philadelphie 91 | Thunder d'Oklahoma City 100, 76ers de Philadelphie 91 |  | Delta Center, Salt Lake City, Utah Arbitres : John Conley, Robert Hussey, Jason Stiell | ESPN2 |
| 6 juillet | Rapport | Score par quart-temps : 36-17, 26-21, 21-24, 17-29    |                                                       |                                                       |  | Delta Center, Salt Lake City, Utah Arbitres : John Conley, Robert Hussey, Jason Stiell | ESPN2 |
| 6 juillet | Rapport | Tre Mann, 23 Ousmane Dieng, 10 Butler, Mann, 5        | Points Rebonds Passes d.                              | Jaden Springer, 17 Filip Petrušev, 8 Javonte Smart, 4 |  | Delta Center, Salt Lake City, Utah Arbitres : John Conley, Robert Hussey, Jason Stiell | ESPN2 |

| 6 juillet | Rapport | Grizzlies de Memphis 83, Jazz de l'Utah 98            | Grizzlies de Memphis 83, Jazz de l'Utah 98 | Grizzlies de Memphis 83, Jazz de l'Utah 98          |  | Delta Center, Salt Lake City, Utah Arbitres : Andy Nagy, Suyash Mehta, Dannica Mosher | NBA TV |
| 6 juillet | Rapport | Score par quart-temps : 25-18, 13-27, 27-22, 18-31    |                                            |                                                     |  | Delta Center, Salt Lake City, Utah Arbitres : Andy Nagy, Suyash Mehta, Dannica Mosher | NBA TV |
| 6 juillet | Rapport | G. G. Jackson, 23 G. G. Jackson, 10 Ayayi, Ferrari, 4 | Points Rebonds Passes d.                   | Ochai Agbaji, 22 Ochai Agbaji, 13 Keyonte George, 5 |  | Delta Center, Salt Lake City, Utah Arbitres : Andy Nagy, Suyash Mehta, Dannica Mosher | NBA TV |

## Las Vegas NBA Summer League
La Las Vegas NBA Summer League est la compétition officielle de la NBA Summer League, dont c'est la 17e édition. 75 matchs y sont joués du 7 au 17 juillet 2023 sur deux sites, au Thomas & Mack Center et au Cox Pavilion, situés à Paradise dans le Nevada.

### Équipes
| - Hawks d'Atlanta - Celtics de Boston - Nets de Brooklyn - Hornets de Charlotte - Bulls de Chicago - Cavaliers de Cleveland - Mavericks de Dallas - Nuggets de Denver - Pistons de Détroit - Warriors de Golden State | - Rockets de Houston - Pacers de l'Indiana - Clippers de Los Angeles - Lakers de Los Angeles - Grizzlies de Memphis - Heat de Miami - Bucks de Milwaukee - Timberwolves du Minnesota - Knicks de New York - Pelicans de La Nouvelle-Orléans | - Thunder d'Oklahoma City - Magic d'Orlando - 76ers de Philadelphie - Suns de Phoenix - Trail Blazers de Portland - Kings de Sacramento - Spurs de San Antonio - Raptors de Toronto - Jazz de l'Utah - Wizards de Washington |

### Matchs

#### Jour 1
| 7 juillet | Rapport | Pelicans de La Nouvelle-Orléans 88, Timberwolves du Minnesota 102 | Pelicans de La Nouvelle-Orléans 88, Timberwolves du Minnesota 102 | Pelicans de La Nouvelle-Orléans 88, Timberwolves du Minnesota 102 |  | Cox Pavilion, Las Vegas, Nevada Arbitres : Biniam Maru, Italo Araujo, Shante Anderson | NBA TV |
| 7 juillet | Rapport | Score par quart-temps : 21-28, 26-28, 28-16, 13-30                |                                                                   |                                                                   |  | Cox Pavilion, Las Vegas, Nevada Arbitres : Biniam Maru, Italo Araujo, Shante Anderson | NBA TV |
| 7 juillet | Rapport | Dyson Daniels, 18 Dereon Seabron, 8 Jordan Hawkins, 5             | Points Rebonds Passes d.                                          | Brandon Williams, 24 Leonard Miller, 11 Wendell Moore, 6          |  | Cox Pavilion, Las Vegas, Nevada Arbitres : Biniam Maru, Italo Araujo, Shante Anderson | NBA TV |

| 7 juillet | Rapport | Nuggets de Denver 85, Bucks de Milwaukee 92               | Nuggets de Denver 85, Bucks de Milwaukee 92 | Nuggets de Denver 85, Bucks de Milwaukee 92                  |  | Thomas & Mack Center, Las Vegas, Nevada Arbitres : Nate Cearley, Gina Cross, Stacie Blow | ESPNU |
| 7 juillet | Rapport | Score par quart-temps : 22-21, 23-22, 18-26, 22-23        |                                             |                                                              |  | Thomas & Mack Center, Las Vegas, Nevada Arbitres : Nate Cearley, Gina Cross, Stacie Blow | ESPNU |
| 7 juillet | Rapport | Peyton Watson, 23 Kamagate, Pickett, 6 Pickett, Golden, 5 | Points Rebonds Passes d.                    | MarJon Beauchamp, 23 Beauchamp, Cook, 8 Andre Jackson Jr., 6 |  | Thomas & Mack Center, Las Vegas, Nevada Arbitres : Nate Cearley, Gina Cross, Stacie Blow | ESPNU |

| 7 juillet | Rapport | Bulls de Chicago 83, Raptors de Toronto 74           | Bulls de Chicago 83, Raptors de Toronto 74 | Bulls de Chicago 83, Raptors de Toronto 74            |  | Cox Pavilion, Las Vegas, Nevada Arbitres : Agon Abazi, Jacob Barnett, Ajajay Gonnelli | NBA TV |
| 7 juillet | Rapport | Score par quart-temps : 21-21, 23-15, 23-23, 16-15   |                                            |                                                       |  | Cox Pavilion, Las Vegas, Nevada Arbitres : Agon Abazi, Jacob Barnett, Ajajay Gonnelli | NBA TV |
| 7 juillet | Rapport | Nate Darling, 15 Lewis, Porter, 7 Yago dos Santos, 5 | Points Rebonds Passes d.                   | Markquis Nowell, 17 Moses Brown, 9 Markquis Nowell, 5 |  | Cox Pavilion, Las Vegas, Nevada Arbitres : Agon Abazi, Jacob Barnett, Ajajay Gonnelli | NBA TV |

| 7 juillet | Rapport | Trail Blazers de Portland 99, Rockets de Houston 100    | Trail Blazers de Portland 99, Rockets de Houston 100 | Trail Blazers de Portland 99, Rockets de Houston 100     |  | Thomas & Mack Center, Las Vegas, Nevada Arbitres : Brent Haskill, M.P. Malo, Josh Wilson | ESPN |
| 7 juillet | Rapport | Score par quart-temps : 32-30, 21-17, 23-24, 23-29      |                                                      |                                                          |  | Thomas & Mack Center, Las Vegas, Nevada Arbitres : Brent Haskill, M.P. Malo, Josh Wilson | ESPN |
| 7 juillet | Rapport | Shaedon Sharpe, 21 Jabari Walker, 10 Scoot Henderson, 6 | Points Rebonds Passes d.                             | Jabari Smith Jr., 33 Cam Whitmore, 11 Eason, Thompson, 5 |  | Thomas & Mack Center, Las Vegas, Nevada Arbitres : Brent Haskill, M.P. Malo, Josh Wilson | ESPN |

| 7 juillet | Rapport | Cavaliers de Cleveland 101, Nets de Brooklyn 97     | Cavaliers de Cleveland 101, Nets de Brooklyn 97 | Cavaliers de Cleveland 101, Nets de Brooklyn 97      |  | Cox Pavilion, Las Vegas, Nevada Arbitres : Clare Aubry, Stephanie Barksdale, Sara Gamal Elsharnouby | NBA TV |
| 7 juillet | Rapport | Score par quart-temps : 28-17, 24-21, 15-33, 34-26  |                                                 |                                                      |  | Cox Pavilion, Las Vegas, Nevada Arbitres : Clare Aubry, Stephanie Barksdale, Sara Gamal Elsharnouby | NBA TV |
| 7 juillet | Rapport | Sharife Cooper, 27 Sam Merrill, 10 Isaiah Mobley, 6 | Points Rebonds Passes d.                        | Wilson, Brooks, 17 Noah Clowney, 7 David Duke Jr., 4 |  | Cox Pavilion, Las Vegas, Nevada Arbitres : Clare Aubry, Stephanie Barksdale, Sara Gamal Elsharnouby | NBA TV |

| 7 juillet | Rapport | Hornets de Charlotte 68, Spurs de San Antonio 76             | Hornets de Charlotte 68, Spurs de San Antonio 76 | Hornets de Charlotte 68, Spurs de San Antonio 76              |  | Thomas & Mack Center, Las Vegas, Nevada Arbitres : J.D. Ralls, Cameron Gelinas, Erik Aellig | ESPN |
| 7 juillet | Rapport | Score par quart-temps : 12-15, 14-23, 19-20, 23-18           |                                                  |                                                               |  | Thomas & Mack Center, Las Vegas, Nevada Arbitres : J.D. Ralls, Cameron Gelinas, Erik Aellig | ESPN |
| 7 juillet | Rapport | Brandon Miller, 16 Brandon Miller, 11 Smith Jr., Robinson, 3 | Points Rebonds Passes d.                         | Julian Champagnie, 20 Dominick Barlow, 9 Julian Champagnie, 6 |  | Thomas & Mack Center, Las Vegas, Nevada Arbitres : J.D. Ralls, Cameron Gelinas, Erik Aellig | ESPN |

| 7 juillet | Rapport | Kings de Sacramento 80, Hawks d'Atlanta 76         | Kings de Sacramento 80, Hawks d'Atlanta 76 | Kings de Sacramento 80, Hawks d'Atlanta 76    |  | Cox Pavilion, Las Vegas, Nevada Arbitres : Marcy Williams, Jason Alabanza, Mehdi Difallah | NBA TV |
| 7 juillet | Rapport | Score par quart-temps : 19-16, 15-16, 26-23, 20-21 |                                            |                                               |  | Cox Pavilion, Las Vegas, Nevada Arbitres : Marcy Williams, Jason Alabanza, Mehdi Difallah | NBA TV |
| 7 juillet | Rapport | Jordan Ford, 20 Neemias Queta, 12 Queta, Ellis, 3  | Points Rebonds Passes d.                   | Brady Manek, 17 Martin, Griffin, 9 Vít Krejčí |  | Cox Pavilion, Las Vegas, Nevada Arbitres : Marcy Williams, Jason Alabanza, Mehdi Difallah | NBA TV |

| 7 juillet | Rapport | Warriors de Golden State 96, Lakers de Los Angeles 103 | Warriors de Golden State 96, Lakers de Los Angeles 103 | Warriors de Golden State 96, Lakers de Los Angeles 103 |  | Thomas & Mack Center, Las Vegas, Nevada Arbitres : Tyler Ricks, Kaz Beverly, Yohan Rosso | ESPN |
| 7 juillet | Rapport | Score par quart-temps : 22-25, 22-25, 24-28, 28-25     |                                                        |                                                        |  | Thomas & Mack Center, Las Vegas, Nevada Arbitres : Tyler Ricks, Kaz Beverly, Yohan Rosso | ESPN |
| 7 juillet | Rapport | Gui Santos, 25 Podziemski, Perry, 11 Kendric Davis, 8  | Points Rebonds Passes d.                               | Max Christie, 22 Trois joueurs, 7 Colin Castleton, 6   |  | Thomas & Mack Center, Las Vegas, Nevada Arbitres : Tyler Ricks, Kaz Beverly, Yohan Rosso | ESPN |

#### Jour 2
| 8 juillet | Rapport | Heat de Miami 99, Celtics de Boston 88                 | Heat de Miami 99, Celtics de Boston 88 | Heat de Miami 99, Celtics de Boston 88                |  | Cox Pavilion, Las Vegas, Nevada Arbitres : Intae Hwang, Ben Stirt, Viola Gyorgyi | NBA TV |
| 8 juillet | Rapport | Score par quart-temps : 20-22, 37-29, 14-24, 28-13     |                                        |                                                       |  | Cox Pavilion, Las Vegas, Nevada Arbitres : Intae Hwang, Ben Stirt, Viola Gyorgyi | NBA TV |
| 8 juillet | Rapport | Orlando Robinson, 36 Orlando Robinson, 11 Dru Smith, 7 | Points Rebonds Passes d.               | Jordan Walsh, 18 Justin Champagnie, 11 JD Davison, 11 |  | Cox Pavilion, Las Vegas, Nevada Arbitres : Intae Hwang, Ben Stirt, Viola Gyorgyi | NBA TV |

| 8 juillet | Rapport | Mavericks de Dallas 80, Thunder d'Oklahoma City 91   | Mavericks de Dallas 80, Thunder d'Oklahoma City 91 | Mavericks de Dallas 80, Thunder d'Oklahoma City 91  |  | Thomas & Mack Center, Las Vegas, Nevada Arbitres : Catherine Chang, Paul Tuomey, JP Primm | ESPN2 |
| 8 juillet | Rapport | Score par quart-temps : 15-18, 27-30, 19-21, 19-22   |                                                    |                                                     |  | Thomas & Mack Center, Las Vegas, Nevada Arbitres : Catherine Chang, Paul Tuomey, JP Primm | ESPN2 |
| 8 juillet | Rapport | Jaden Hardy, 24 Braxton Key, 8 McKinley Wright IV, 4 | Points Rebonds Passes d.                           | Cason Wallace, 20 Chet Holmgren, 10 Mann, Butler, 5 |  | Thomas & Mack Center, Las Vegas, Nevada Arbitres : Catherine Chang, Paul Tuomey, JP Primm | ESPN2 |

| 8 juillet | Rapport | Knicks de New York 101, 76ers de Philadelphie 110        | Knicks de New York 101, 76ers de Philadelphie 110 | Knicks de New York 101, 76ers de Philadelphie 110      |  | Cox Pavilion, Las Vegas, Nevada Arbitres : Ian McClenny, Grant Detrick, Gatis Salins | NBA TV |
| 8 juillet | Rapport | Score par quart-temps : 28-27, 20-29, 26-26, 27-28       |                                                   |                                                        |  | Cox Pavilion, Las Vegas, Nevada Arbitres : Ian McClenny, Grant Detrick, Gatis Salins | NBA TV |
| 8 juillet | Rapport | DaQuan Jeffries, 20 Dmytro Skapintsev, 8 Trevor Keels, 4 | Points Rebonds Passes d.                          | Jaden Springer, 23 Ricky Council IV, 8 Smart, Smith, 5 |  | Cox Pavilion, Las Vegas, Nevada Arbitres : Ian McClenny, Grant Detrick, Gatis Salins | NBA TV |

| 8 juillet | Rapport | Pistons de Détroit 89, Magic d'Orlando 78          | Pistons de Détroit 89, Magic d'Orlando 78 | Pistons de Détroit 89, Magic d'Orlando 78         |  | Thomas & Mack Center, Las Vegas, Nevada Arbitres : Tyler Mirkovich, Gina Cross, Johnny Batista | ESPN |
| 8 juillet | Rapport | Score par quart-temps : 20-23, 23-20, 21-13, 25-22 |                                           |                                                   |  | Thomas & Mack Center, Las Vegas, Nevada Arbitres : Tyler Mirkovich, Gina Cross, Johnny Batista | ESPN |
| 8 juillet | Rapport | Jalen Duren, 17 James Wiseman, 12 Ivey, Sykes, 4   | Points Rebonds Passes d.                  | Kevon Harris, 21 Kevon Harris, 6 Anthony Black, 5 |  | Thomas & Mack Center, Las Vegas, Nevada Arbitres : Tyler Mirkovich, Gina Cross, Johnny Batista | ESPN |

| 8 juillet | Rapport | Grizzlies de Memphis 87, Bulls de Chicago 80           | Grizzlies de Memphis 87, Bulls de Chicago 80 | Grizzlies de Memphis 87, Bulls de Chicago 80                        |  | Cox Pavilion, Las Vegas, Nevada Arbitres : Klajdi Mulla, Cameron Garber, Deldre Carr | NBA TV |
| 8 juillet | Rapport | Score par quart-temps : 28-21, 15-20, 18-20, 26-19     |                                              |                                                                     |  | Cox Pavilion, Las Vegas, Nevada Arbitres : Klajdi Mulla, Cameron Garber, Deldre Carr | NBA TV |
| 8 juillet | Rapport | Kenneth Lofton Jr., 23 David Roddy, 8 Jacob Gilyard, 8 | Points Rebonds Passes d.                     | Javon Freeman-Liberty, 24 Adama Sanogo, 12 Javon Freeman-Liberty, 5 |  | Cox Pavilion, Las Vegas, Nevada Arbitres : Klajdi Mulla, Cameron Garber, Deldre Carr | NBA TV |

| 8 juillet | Rapport | Pacers de l'Indiana 91, Wizards de Washington 83             | Pacers de l'Indiana 91, Wizards de Washington 83 | Pacers de l'Indiana 91, Wizards de Washington 83   |  | Thomas & Mack Center, Las Vegas, Nevada Arbitres : Blanca Burns, Bobby Bissant, Julio Anaya | ESPN2 |
| 8 juillet | Rapport | Score par quart-temps : 23-19, 28-10, 13-32, 27-22           |                                                  |                                                    |  | Thomas & Mack Center, Las Vegas, Nevada Arbitres : Blanca Burns, Bobby Bissant, Julio Anaya | ESPN2 |
| 8 juillet | Rapport | Bennedict Mathurin, 27 Isaiah Jackson, 14 Andrew Nembhard, 8 | Points Rebonds Passes d.                         | Johnny Davis, 17 Xavier Cooks, 7 Davis, Jackson, 3 |  | Thomas & Mack Center, Las Vegas, Nevada Arbitres : Blanca Burns, Bobby Bissant, Julio Anaya | ESPN2 |

| 8 juillet | Rapport | Bucks de Milwaukee 84, Suns de Phoenix 75                  | Bucks de Milwaukee 84, Suns de Phoenix 75 | Bucks de Milwaukee 84, Suns de Phoenix 75               |  | Cox Pavilion, Las Vegas, Nevada Arbitres : Jenna Reneau, Kenny Gardner, Gytis Vilius | NBA TV |
| 8 juillet | Rapport | Score par quart-temps : 15-27, 25-23, 27-13, 17-12         |                                           |                                                         |  | Cox Pavilion, Las Vegas, Nevada Arbitres : Jenna Reneau, Kenny Gardner, Gytis Vilius | NBA TV |
| 8 juillet | Rapport | MarJon Beauchamp, 20 Andre Jackson Jr., 11 Nico Mannion, 6 | Points Rebonds Passes d.                  | Toumani Camara, 20 Toumani Camara, 8 Grant Sherfield, 6 |  | Cox Pavilion, Las Vegas, Nevada Arbitres : Jenna Reneau, Kenny Gardner, Gytis Vilius | NBA TV |

| 8 juillet | Rapport | Clippers de Los Angeles 99, Jazz de l'Utah 105       | Clippers de Los Angeles 99, Jazz de l'Utah 105 | Clippers de Los Angeles 99, Jazz de l'Utah 105          |  | Thomas & Mack Center, Las Vegas, Nevada Arbitres : Julian McFadden, Kaitlynn Bunger, Kerem Beki | ESPN2 |
| 8 juillet | Rapport | Score par quart-temps : 24-31, 15-18, 21-17, 39-39   |                                                |                                                         |  | Thomas & Mack Center, Las Vegas, Nevada Arbitres : Julian McFadden, Kaitlynn Bunger, Kerem Beki | ESPN2 |
| 8 juillet | Rapport | Xavier Moon, 26 Moussa Diabaté, 12 Jason Preston, 10 | Points Rebonds Passes d.                       | Keyonte George, 33 Agbaji, Potter, 9 Keyonte George, 10 |  | Thomas & Mack Center, Las Vegas, Nevada Arbitres : Julian McFadden, Kaitlynn Bunger, Kerem Beki | ESPN2 |

#### Jour 3
| 9 juillet | Rapport | Raptors de Toronto 76, Cavaliers de Cleveland 99   | Raptors de Toronto 76, Cavaliers de Cleveland 99 | Raptors de Toronto 76, Cavaliers de Cleveland 99    |  | Cox Pavilion, Las Vegas, Nevada Arbitres : Isaac Barnett, CP Painter, Johnny Batista | NBA TV |
| 9 juillet | Rapport | Score par quart-temps : 15-22, 18-27, 17-21, 26-29 |                                                  |                                                     |  | Cox Pavilion, Las Vegas, Nevada Arbitres : Isaac Barnett, CP Painter, Johnny Batista | NBA TV |
| 9 juillet | Rapport | Dick, Hogg, 11 Gradey Dick, 8 Dick, Nowell, 4      | Points Rebonds Passes d.                         | Isaiah Mobley, 15 Khalifa Diop, 9 Sharife Cooper, 5 |  | Cox Pavilion, Las Vegas, Nevada Arbitres : Isaac Barnett, CP Painter, Johnny Batista | NBA TV |

| 9 juillet | Rapport | Lakers de Los Angeles 93, Hornets de Charlotte 75       | Lakers de Los Angeles 93, Hornets de Charlotte 75 | Lakers de Los Angeles 93, Hornets de Charlotte 75    |  | Thomas & Mack Center, Las Vegas, Nevada Arbitres : Kevin Fahy, Cameron Gelinas, Gatis Salins | ESPN2 |
| 9 juillet | Rapport | Score par quart-temps : 20-16, 19-24, 26-19, 28-16      |                                                   |                                                      |  | Thomas & Mack Center, Las Vegas, Nevada Arbitres : Kevin Fahy, Cameron Gelinas, Gatis Salins | ESPN2 |
| 9 juillet | Rapport | Colin Castleton, 21 Colin Castleton, 14 Max Christie, 6 | Points Rebonds Passes d.                          | Trois joueurs, 11 Miller, Jones, 8 Brandon Miller, 4 |  | Thomas & Mack Center, Las Vegas, Nevada Arbitres : Kevin Fahy, Cameron Gelinas, Gatis Salins | ESPN2 |

| 9 juillet | Rapport | Knicks de New York 80, Nets de Brooklyn 98           | Knicks de New York 80, Nets de Brooklyn 98 | Knicks de New York 80, Nets de Brooklyn 98            |  | Cox Pavilion, Las Vegas, Nevada Arbitres : Teresa Stuck, Matt Rafferty, Julio Anaya | NBA TV |
| 9 juillet | Rapport | Score par quart-temps : 28-23, 21-24, 15-24, 16-27   |                                            |                                                       |  | Cox Pavilion, Las Vegas, Nevada Arbitres : Teresa Stuck, Matt Rafferty, Julio Anaya | NBA TV |
| 9 juillet | Rapport | Charlie Brown, 16 Marcus Garrett, 7 Jaylen Martin, 6 | Points Rebonds Passes d.                   | Armoni Brooks, 21 Jalen Wilson, 8 Kennedy Chandler, 7 |  | Cox Pavilion, Las Vegas, Nevada Arbitres : Teresa Stuck, Matt Rafferty, Julio Anaya | NBA TV |

| 9 juillet | Rapport | Pistons de Détroit 101, Rockets de Houston 113     | Pistons de Détroit 101, Rockets de Houston 113 | Pistons de Détroit 101, Rockets de Houston 113         |  | Thomas & Mack Center, Las Vegas, Nevada Arbitres : Brent Haskill, Omar Bermudez, Daigo Urusima | ESPN2 |
| 9 juillet | Rapport | Score par quart-temps : 28-35, 15-27, 33-30, 25-21 |                                                |                                                        |  | Thomas & Mack Center, Las Vegas, Nevada Arbitres : Brent Haskill, Omar Bermudez, Daigo Urusima | ESPN2 |
| 9 juillet | Rapport | Jalen Duren, 23 Duren, Wiseman, 10 Jaden Ivey, 10  | Points Rebonds Passes d.                       | Jabari Smith Jr., 38 Tari Eason, 9 Jabari Smith Jr., 6 |  | Thomas & Mack Center, Las Vegas, Nevada Arbitres : Brent Haskill, Omar Bermudez, Daigo Urusima | ESPN2 |

| 9 juillet | Rapport | Celtics de Boston 98, Wizards de Washington 103           | Celtics de Boston 98, Wizards de Washington 103 | Celtics de Boston 98, Wizards de Washington 103      |  | Cox Pavilion, Las Vegas, Nevada Arbitres : Ken Jones, M.P. Malo, Kerem Beki | NBA TV |
| 9 juillet | Rapport | Score par quart-temps : 25-22, 17-29, 23-29, 23-23        |                                                 |                                                      |  | Cox Pavilion, Las Vegas, Nevada Arbitres : Ken Jones, M.P. Malo, Kerem Beki | NBA TV |
| 9 juillet | Rapport | Justin Champagnie, 21 Justin Champagnie, 12 JD Davison, 9 | Points Rebonds Passes d.                        | Ryan Rollins, 17 Tristan Vukčević, 8 Ryan Rollins, 9 |  | Cox Pavilion, Las Vegas, Nevada Arbitres : Ken Jones, M.P. Malo, Kerem Beki | NBA TV |

| 9 juillet | Rapport | Spurs de San Antonio 80, Trail Blazers de Portland 85       | Spurs de San Antonio 80, Trail Blazers de Portland 85 | Spurs de San Antonio 80, Trail Blazers de Portland 85 |  | Thomas & Mack Center, Las Vegas, Nevada Arbitres : Nate Cearley, Ryan Johnson, Mehdi Difallah | ESPN2 |
| 9 juillet | Rapport | Score par quart-temps : 8-19, 25-24, 19-23, 28-19           |                                                       |                                                       |  | Thomas & Mack Center, Las Vegas, Nevada Arbitres : Nate Cearley, Ryan Johnson, Mehdi Difallah | ESPN2 |
| 9 juillet | Rapport | Victor Wembanyama, 27 Victor Wembanyama, 12 Blake Wesley, 5 | Points Rebonds Passes d.                              | Michael Devoe, 29 Jabari Walker, 11 Michael Devoe, 5  |  | Thomas & Mack Center, Las Vegas, Nevada Arbitres : Nate Cearley, Ryan Johnson, Mehdi Difallah | ESPN2 |

| 9 juillet | Rapport | Hawks d'Atlanta 98, Nuggets de Denver 93            | Hawks d'Atlanta 98, Nuggets de Denver 93 | Hawks d'Atlanta 98, Nuggets de Denver 93          |  | Cox Pavilion, Las Vegas, Nevada Arbitres : Hortencia Sanchez-Carrizales, Josh Wilson, Viola Gyorgyi | NBA TV |
| 9 juillet | Rapport | Score par quart-temps : 25-27, 24-14, 22-19, 27-33  |                                          |                                                   |  | Cox Pavilion, Las Vegas, Nevada Arbitres : Hortencia Sanchez-Carrizales, Josh Wilson, Viola Gyorgyi | NBA TV |
| 9 juillet | Rapport | Tyrese Martin, 21 Gueye, Manek, 6 Bufkin, Krejčí, 6 | Points Rebonds Passes d.                 | Trois joueurs, 16 Aamir Simms, 5 Jalen Pickett, 5 |  | Cox Pavilion, Las Vegas, Nevada Arbitres : Hortencia Sanchez-Carrizales, Josh Wilson, Viola Gyorgyi | NBA TV |

| 9 juillet | Rapport | Pelicans de La Nouvelle-Orléans 94, Warriors de Golden State 86 | Pelicans de La Nouvelle-Orléans 94, Warriors de Golden State 86 | Pelicans de La Nouvelle-Orléans 94, Warriors de Golden State 86  |  | Thomas & Mack Center, Las Vegas, Nevada Arbitres : Julian Scott, Italo Araujo, Gytis Vilius | ESPN2 |
| 9 juillet | Rapport | Score par quart-temps : 21-22, 23-29, 26-16, 24-19              |                                                                 |                                                                  |  | Thomas & Mack Center, Las Vegas, Nevada Arbitres : Julian Scott, Italo Araujo, Gytis Vilius | ESPN2 |
| 9 juillet | Rapport | Dereon Seabron, 25 Dyson Daniels, 15 Dyson Daniels, 8           | Points Rebonds Passes d.                                        | Lester Quiñones, 26 Brandin Podziemski, 9 Brandin Podziemski, 10 |  | Thomas & Mack Center, Las Vegas, Nevada Arbitres : Julian Scott, Italo Araujo, Gytis Vilius | ESPN2 |

#### Jour 4
| 10 juillet | Rapport | Grizzlies de Memphis 77, Cavaliers de Cleveland 100    | Grizzlies de Memphis 77, Cavaliers de Cleveland 100 | Grizzlies de Memphis 77, Cavaliers de Cleveland 100 |  | Cox Pavilion, Las Vegas, Nevada Arbitres : Jason Alabanza, Sarah Williams, Sara Gamal Elsharnouby | ESPNews |
| 10 juillet | Rapport | Score par quart-temps : 19-24, 22-26, 20-26, 16-24     |                                                     |                                                     |  | Cox Pavilion, Las Vegas, Nevada Arbitres : Jason Alabanza, Sarah Williams, Sara Gamal Elsharnouby | ESPNews |
| 10 juillet | Rapport | David Roddy, 18 Kenneth Lofton Jr., 6 Jacob Gilyard, 5 | Points Rebonds Passes d.                            | Sam Merrill, 27 Khalifa Diop, 9 Craig Porter Jr., 6 |  | Cox Pavilion, Las Vegas, Nevada Arbitres : Jason Alabanza, Sarah Williams, Sara Gamal Elsharnouby | ESPNews |

| 10 juillet | Rapport | Suns de Phoenix 73, Heat de Miami 70                 | Suns de Phoenix 73, Heat de Miami 70 | Suns de Phoenix 73, Heat de Miami 70                 |  | Thomas & Mack Center, Las Vegas, Nevada Arbitres : Julian McFadden, Omar Bermudez, Kastine Evans | NBA TV |
| 10 juillet | Rapport | Score par quart-temps : 20-18, 19-12, 19-23, 15-17   |                                      |                                                      |  | Thomas & Mack Center, Las Vegas, Nevada Arbitres : Julian McFadden, Omar Bermudez, Kastine Evans | NBA TV |
| 10 juillet | Rapport | Barry Brown Jr., 14 Gabe Brown, 7 Grant Sherfield, 5 | Points Rebonds Passes d.             | Jamal Cain, 18 Robinson, Bouyea, 9 Jamaree Bouyea, 9 |  | Thomas & Mack Center, Las Vegas, Nevada Arbitres : Julian McFadden, Omar Bermudez, Kastine Evans | NBA TV |

| 10 juillet | Rapport | 76ers de Philadelphie 103, Mavericks de Dallas 111 | 76ers de Philadelphie 103, Mavericks de Dallas 111 | 76ers de Philadelphie 103, Mavericks de Dallas 111  |  | Cox Pavilion, Las Vegas, Nevada Arbitres : Intae Hwang, Klajdi Mulla, Stacie Blow | ESPNU |
| 10 juillet | Rapport | Score par quart-temps : 31-24, 31-25, 27-25, 14-37 |                                                    |                                                     |  | Cox Pavilion, Las Vegas, Nevada Arbitres : Intae Hwang, Klajdi Mulla, Stacie Blow | ESPNU |
| 10 juillet | Rapport | DJ Steward, 24 Smith, Brown III, 6 Smith, Smart, 6 | Points Rebonds Passes d.                           | Jaden Hardy, 24 Dereck Lively II, 11 Jaden Hardy, 5 |  | Cox Pavilion, Las Vegas, Nevada Arbitres : Intae Hwang, Klajdi Mulla, Stacie Blow | ESPNU |

| 10 juillet | Rapport | Pacers de l'Indiana 108, Magic d'Orlando 85               | Pacers de l'Indiana 108, Magic d'Orlando 85 | Pacers de l'Indiana 108, Magic d'Orlando 85     |  | Thomas & Mack Center, Las Vegas, Nevada Arbitres : Jenna Reneau, Gina Catanzariti, Shante Anderson | NBA TV |
| 10 juillet | Rapport | Score par quart-temps : 23-17, 34-17, 21-28, 30-23        |                                             |                                                 |  | Thomas & Mack Center, Las Vegas, Nevada Arbitres : Jenna Reneau, Gina Catanzariti, Shante Anderson | NBA TV |
| 10 juillet | Rapport | Andrew Nembhard, 21 Isaiah Jackson, 11 Andrew Nembhard, 7 | Points Rebonds Passes d.                    | Caleb Houstan, 18 D.J. Wilson, 8 Jett Howard, 5 |  | Thomas & Mack Center, Las Vegas, Nevada Arbitres : Jenna Reneau, Gina Catanzariti, Shante Anderson | NBA TV |

| 10 juillet | Rapport | Timberwolves du Minnesota 96, Jazz de l'Utah 108      | Timberwolves du Minnesota 96, Jazz de l'Utah 108 | Timberwolves du Minnesota 96, Jazz de l'Utah 108      |  | Cox Pavilion, Las Vegas, Nevada Arbitres : Blanca Burns, Erik Aellig, Paul Tuomey | ESPNU |
| 10 juillet | Rapport | Score par quart-temps : 25-27, 25-24, 26-28, 20-29    |                                                  |                                                       |  | Cox Pavilion, Las Vegas, Nevada Arbitres : Blanca Burns, Erik Aellig, Paul Tuomey | ESPNU |
| 10 juillet | Rapport | Leonard Miller, 20 Josh Minott, 6 Brandon Williams, 7 | Points Rebonds Passes d.                         | George, Juzang, 26 Micah Potter, 12 Potter, George, 7 |  | Cox Pavilion, Las Vegas, Nevada Arbitres : Blanca Burns, Erik Aellig, Paul Tuomey | ESPNU |

| 10 juillet | Rapport | Kings de Sacramento 70, Clippers de Los Angeles 80 | Kings de Sacramento 70, Clippers de Los Angeles 80 | Kings de Sacramento 70, Clippers de Los Angeles 80 |  | Thomas & Mack Center, Las Vegas, Nevada Arbitres : Catherine Chang, Stephanie Barksdale, Yohan Rosso | NBA TV |
| 10 juillet | Rapport | Score par quart-temps : 16-17, 9-27, 18-11, 27-25  |                                                    |                                                    |  | Thomas & Mack Center, Las Vegas, Nevada Arbitres : Catherine Chang, Stephanie Barksdale, Yohan Rosso | NBA TV |
| 10 juillet | Rapport | Colby Jones, 19 Colby Jones, 9 Keon Ellis, 5       | Points Rebonds Passes d.                           | Moon, Bowden, 18 Moussa Diabaté, 9 Xavier Moon, 6  |  | Thomas & Mack Center, Las Vegas, Nevada Arbitres : Catherine Chang, Stephanie Barksdale, Yohan Rosso | NBA TV |

#### Jour 5
| 11 juillet | Rapport | Nets de Brooklyn 92, Bucks de Milwaukee 71                 | Nets de Brooklyn 92, Bucks de Milwaukee 71 | Nets de Brooklyn 92, Bucks de Milwaukee 71                 |  | Cox Pavilion, Las Vegas, Nevada Arbitres : J.D. Ralls, Italo Araujo, Viola Gyorgyi | ESPNU |
| 11 juillet | Rapport | Score par quart-temps : 18-18, 22-22, 35-9, 17-22          |                                            |                                                            |  | Cox Pavilion, Las Vegas, Nevada Arbitres : J.D. Ralls, Italo Araujo, Viola Gyorgyi | ESPNU |
| 11 juillet | Rapport | David Duke Jr., 24 Duke Jr., Wilson, 8 Kennedy Chandler, 7 | Points Rebonds Passes d.                   | Lindell Wigginton, 11 Andre Jackson Jr., 7 Nico Mannion, 4 |  | Cox Pavilion, Las Vegas, Nevada Arbitres : J.D. Ralls, Italo Araujo, Viola Gyorgyi | ESPNU |

| 11 juillet | Rapport | Rockets de Houston 105, Thunder d'Oklahoma City 92     | Rockets de Houston 105, Thunder d'Oklahoma City 92 | Rockets de Houston 105, Thunder d'Oklahoma City 92        |  | Thomas & Mack Center, Las Vegas, Nevada Arbitres : Kevin Fahy, Maripier Malo, Johnny Batista | NBA TV |
| 11 juillet | Rapport | Score par quart-temps : 34-31, 28-15, 22-23, 21-23     |                                                    |                                                           |  | Thomas & Mack Center, Las Vegas, Nevada Arbitres : Kevin Fahy, Maripier Malo, Johnny Batista | NBA TV |
| 11 juillet | Rapport | Trevor Hudgins, 26 Matthew Mayer, 10 Trevor Hudgins, 7 | Points Rebonds Passes d.                           | Williams, Johnson, 19 KJ Williams, 13 Hunter Maldonado, 5 |  | Thomas & Mack Center, Las Vegas, Nevada Arbitres : Kevin Fahy, Maripier Malo, Johnny Batista | NBA TV |

| 11 juillet | Rapport | Suns de Phoenix 73, Pelicans de La Nouvelle-Orléans 82 | Suns de Phoenix 73, Pelicans de La Nouvelle-Orléans 82 | Suns de Phoenix 73, Pelicans de La Nouvelle-Orléans 82 |  | Cox Pavilion, Las Vegas, Nevada Arbitres : Ian McClenny, Jacob Barnett, Gatis Salins | ESPN2 |
| 11 juillet | Rapport | Score par quart-temps : 15-17, 21-22, 18-20, 19-23     |                                                        |                                                        |  | Cox Pavilion, Las Vegas, Nevada Arbitres : Ian McClenny, Jacob Barnett, Gatis Salins | ESPN2 |
| 11 juillet | Rapport | Hunter Hale, 21 Trey Jemison, 11 Grant Sherfield, 5    | Points Rebonds Passes d.                               | Tevian Jones, 16 Dereon Seabron, 7 Dyson Daniels, 8    |  | Cox Pavilion, Las Vegas, Nevada Arbitres : Ian McClenny, Jacob Barnett, Gatis Salins | ESPN2 |

| 11 juillet | Rapport | Trail Blazers de Portland 97, Hornets de Charlotte 93 | Trail Blazers de Portland 97, Hornets de Charlotte 93 | Trail Blazers de Portland 97, Hornets de Charlotte 93  |  | Thomas & Mack Center, Las Vegas, Nevada Arbitres : Clare Aubry, Ben Stirt, Julio Anaya | NBA TV |
| 11 juillet | Rapport | Score par quart-temps : 29-26, 24-22, 15-20, 29-25    |                                                       |                                                        |  | Thomas & Mack Center, Las Vegas, Nevada Arbitres : Clare Aubry, Ben Stirt, Julio Anaya | NBA TV |
| 11 juillet | Rapport | Shaedon Sharpe, 26 Duop Reath, 9 Michael Devoe, 7     | Points Rebonds Passes d.                              | Nick Smith Jr., 33 Brandon Miller, 6 Nick Smith Jr., 3 |  | Thomas & Mack Center, Las Vegas, Nevada Arbitres : Clare Aubry, Ben Stirt, Julio Anaya | NBA TV |

| 11 juillet | Rapport | Bulls de Chicago 107, Kings de Sacramento 99                       | Bulls de Chicago 107, Kings de Sacramento 99 | Bulls de Chicago 107, Kings de Sacramento 99  |  | Cox Pavilion, Las Vegas, Nevada Arbitres : Angel Kent, Kaz Beverly, Daigo Urusima | ESPN2 |
| 11 juillet | Rapport | Score par quart-temps : 26-21, 29-27, 22-31, 30-20                 |                                              |                                               |  | Cox Pavilion, Las Vegas, Nevada Arbitres : Angel Kent, Kaz Beverly, Daigo Urusima | ESPN2 |
| 11 juillet | Rapport | Javon Freeman-Liberty, 28 Adama Sanogo, 9 Javon Freeman-Liberty, 6 | Points Rebonds Passes d.                     | Jordan Ford, 25 Ellis, Daum, 7 Justin Ford, 8 |  | Cox Pavilion, Las Vegas, Nevada Arbitres : Angel Kent, Kaz Beverly, Daigo Urusima | ESPN2 |

| 11 juillet | Rapport | Wizards de Washington 85, Spurs de San Antonio 96    | Wizards de Washington 85, Spurs de San Antonio 96 | Wizards de Washington 85, Spurs de San Antonio 96            |  | Thomas & Mack Center, Las Vegas, Nevada Arbitres : Isaac Barnett, Cameron Garber, Kerem Beki | NBA TV |
| 11 juillet | Rapport | Score par quart-temps : 19-20, 27-26, 19-20, 20-30   |                                                   |                                                              |  | Thomas & Mack Center, Las Vegas, Nevada Arbitres : Isaac Barnett, Cameron Garber, Kerem Beki | NBA TV |
| 11 juillet | Rapport | Xavier Cooks, 16 Xavier Cooks, 10 Bilal Coulibaly, 4 | Points Rebonds Passes d.                          | Malaki Branham, 29 Julian Champagnie, 8 Julian Champagnie, 7 |  | Thomas & Mack Center, Las Vegas, Nevada Arbitres : Isaac Barnett, Cameron Garber, Kerem Beki | NBA TV |

#### Jour 6
| 12 juillet | Rapport | Clippers de Los Angeles 83, Grizzlies de Memphis 74 | Clippers de Los Angeles 83, Grizzlies de Memphis 74 | Clippers de Los Angeles 83, Grizzlies de Memphis 74             |  | Cox Pavilion, Las Vegas, Nevada Arbitres : Ashley Gloss, Bobby Bissant, Yohan Rosso | NBA TV |
| 12 juillet | Rapport | Score par quart-temps : 26-19, 15-16, 16-21, 26-18  |                                                     |                                                                 |  | Cox Pavilion, Las Vegas, Nevada Arbitres : Ashley Gloss, Bobby Bissant, Yohan Rosso | NBA TV |
| 12 juillet | Rapport | Xavier Moon, 16 Moon, Brown, 10 Jason Preston, 5    | Points Rebonds Passes d.                            | Kenneth Lofton Jr., 24 Kenneth Lofton Jr., 10 Roddy, Gilyard, 6 |  | Cox Pavilion, Las Vegas, Nevada Arbitres : Ashley Gloss, Bobby Bissant, Yohan Rosso | NBA TV |

| 12 juillet | Rapport | Timberwolves du Minnesota 93, Hawks d'Atlanta 99   | Timberwolves du Minnesota 93, Hawks d'Atlanta 99 | Timberwolves du Minnesota 93, Hawks d'Atlanta 99 |  | Thomas & Mack Center, Las Vegas, Nevada Arbitres : Agon Abazi, Paul Tuomey, Sara Gamal Elsharnouby | ESPN2 |
| 12 juillet | Rapport | Score par quart-temps : 20-21, 20-29, 29-20, 24-29 |                                                  |                                                  |  | Thomas & Mack Center, Las Vegas, Nevada Arbitres : Agon Abazi, Paul Tuomey, Sara Gamal Elsharnouby | ESPN2 |
| 12 juillet | Rapport | Brandon Williams, 23 Josh Minott, 8 D.J. Carton, 7 | Points Rebonds Passes d.                         | Tyrese Martin, 25 Tyrese Martin, 9 Vít Krejčí, 6 |  | Thomas & Mack Center, Las Vegas, Nevada Arbitres : Agon Abazi, Paul Tuomey, Sara Gamal Elsharnouby | ESPN2 |

| 12 juillet | Rapport | Warriors de Golden State 96, Mavericks de Dallas 98          | Warriors de Golden State 96, Mavericks de Dallas 98 | Warriors de Golden State 96, Mavericks de Dallas 98      | OT | Cox Pavilion, Las Vegas, Nevada Arbitres : Marcy Williams, Kaitlynn Bunger, Jafar Kinsey | NBA TV |
| 12 juillet | Rapport | Score par quart-temps : 16-20, 20-22, 25-22, 29-26, OT : 6-8 |                                                     |                                                          | OT | Cox Pavilion, Las Vegas, Nevada Arbitres : Marcy Williams, Kaitlynn Bunger, Jafar Kinsey | NBA TV |
| 12 juillet | Rapport | Lester Quiñones, 31 Reggie Perry, 17 Brandin Podziemski, 7   | Points Rebonds Passes d.                            | Jaden Hardy, 21 Prosper, Lively II, 10 Mike Miles Jr., 4 | OT | Cox Pavilion, Las Vegas, Nevada Arbitres : Marcy Williams, Kaitlynn Bunger, Jafar Kinsey | NBA TV |

| 12 juillet | Rapport | Raptors de Toronto 90, Pistons de Détroit 94       | Raptors de Toronto 90, Pistons de Détroit 94 | Raptors de Toronto 90, Pistons de Détroit 94        |  | Thomas & Mack Center, Las Vegas, Nevada Arbitres : Charles Watson, Kelsey Reynolds, Gytis Vilius | ESPN2 |
| 12 juillet | Rapport | Score par quart-temps : 18-26, 36-16, 19-25, 17-27 |                                              |                                                     |  | Thomas & Mack Center, Las Vegas, Nevada Arbitres : Charles Watson, Kelsey Reynolds, Gytis Vilius | ESPN2 |
| 12 juillet | Rapport | Gradey Dick, 22 Moses Brown, 8 Markquis Nowell, 6  | Points Rebonds Passes d.                     | Jared Rhoden, 18 Ausar Thompson, 9 Marcus Sasser, 7 |  | Thomas & Mack Center, Las Vegas, Nevada Arbitres : Charles Watson, Kelsey Reynolds, Gytis Vilius | ESPN2 |

| 12 juillet | Rapport | Thunder d'Oklahoma City 98, Pacers de l'Indiana 87   | Thunder d'Oklahoma City 98, Pacers de l'Indiana 87 | Thunder d'Oklahoma City 98, Pacers de l'Indiana 87  |  | Cox Pavilion, Las Vegas, Nevada Arbitres : Intae Hwang, Rachael Rayford, Kastine Evans | NBA TV |
| 12 juillet | Rapport | Score par quart-temps : 20-13, 30-26, 22-24, 26-24   |                                                    |                                                     |  | Cox Pavilion, Las Vegas, Nevada Arbitres : Intae Hwang, Rachael Rayford, Kastine Evans | NBA TV |
| 12 juillet | Rapport | Chet Holmgren, 25 Holmgren, Dieng, 9 Jared Butler, 7 | Points Rebonds Passes d.                           | Jarace Walker, 20 Oscar Tshiebwe, 11 Isaiah Wong, 4 |  | Cox Pavilion, Las Vegas, Nevada Arbitres : Intae Hwang, Rachael Rayford, Kastine Evans | NBA TV |

| 12 juillet | Rapport | Knicks de New York 82, Magic d'Orlando 80                    | Knicks de New York 82, Magic d'Orlando 80 | Knicks de New York 82, Magic d'Orlando 80          | OT | Thomas & Mack Center, Las Vegas, Nevada Arbitres : Pat O'Connell, Leah Lanie, Ajay Gonnelli | ESPN2 |
| 12 juillet | Rapport | Score par quart-temps : 19-23, 22-18, 12-23, 22-11, OT : 7-5 |                                           |                                                    | OT | Thomas & Mack Center, Las Vegas, Nevada Arbitres : Pat O'Connell, Leah Lanie, Ajay Gonnelli | ESPN2 |
| 12 juillet | Rapport | Charlie Brown Jr., 19 QJ Peterson, 9 Garrett, Peterson, 5    | Points Rebonds Passes d.                  | Jett Howard, 22 Anthony Black, 14 Anthony Black, 4 | OT | Thomas & Mack Center, Las Vegas, Nevada Arbitres : Pat O'Connell, Leah Lanie, Ajay Gonnelli | ESPN2 |

| 12 juillet | Rapport | Nuggets de Denver 91, Jazz de l'Utah 96                | Nuggets de Denver 91, Jazz de l'Utah 96 | Nuggets de Denver 91, Jazz de l'Utah 96               |  | Cox Pavilion, Las Vegas, Nevada Arbitres : Klajdi Mulla, Gina Catanzariti, Josh Reed | NBA TV |
| 12 juillet | Rapport | Score par quart-temps : 16-30, 19-25, 25-16, 31-25     |                                         |                                                       |  | Cox Pavilion, Las Vegas, Nevada Arbitres : Klajdi Mulla, Gina Catanzariti, Josh Reed | NBA TV |
| 12 juillet | Rapport | Julian Strawther, 21 Hunter Tyson, 12 Jalen Pickett, 8 | Points Rebonds Passes d.                | Agbaji, Šamanić, 14 Micah Potter, 10 Trois joueurs, 3 |  | Cox Pavilion, Las Vegas, Nevada Arbitres : Klajdi Mulla, Gina Catanzariti, Josh Reed | NBA TV |

| 12 juillet | Rapport | Lakers de Los Angeles 90, Celtics de Boston 95             | Lakers de Los Angeles 90, Celtics de Boston 95 | Lakers de Los Angeles 90, Celtics de Boston 95     |  | Thomas & Mack Center, Las Vegas, Nevada Arbitres : Julian McFadden, Gerda Gatling, JP Primm | ESPN2 |
| 12 juillet | Rapport | Score par quart-temps : 28-19, 25-24, 17-30, 20-22         |                                                |                                                    |  | Thomas & Mack Center, Las Vegas, Nevada Arbitres : Julian McFadden, Gerda Gatling, JP Primm | ESPN2 |
| 12 juillet | Rapport | Max Christie, 24 Christie, Castleton, 8 Colin Castleton, 6 | Points Rebonds Passes d.                       | Jordan Walsh, 25 JD Davison, 11 Davison, Banton, 6 |  | Thomas & Mack Center, Las Vegas, Nevada Arbitres : Julian McFadden, Gerda Gatling, JP Primm | ESPN2 |

#### Jour 7
| 13 juillet | Rapport | Cavaliers de Cleveland 87, Bulls de Chicago 83     | Cavaliers de Cleveland 87, Bulls de Chicago 83 | Cavaliers de Cleveland 87, Bulls de Chicago 83               |  | Thomas & Mack Center, Las Vegas, Nevada Arbitres : ShaRae Mitchell, Grant Detrick, Cameron Garber | ESPN2 |
| 13 juillet | Rapport | Score par quart-temps : 29-19, 19-25, 20-25, 19-14 |                                                |                                                              |  | Thomas & Mack Center, Las Vegas, Nevada Arbitres : ShaRae Mitchell, Grant Detrick, Cameron Garber | ESPN2 |
| 13 juillet | Rapport | Craig Porter, 22 Isaiah Mobley, 12 Craig Porter, 6 | Points Rebonds Passes d.                       | Javon Freeman-Liberty, 18 Adama Sanogo, 8 Yago Dos Santos, 4 |  | Thomas & Mack Center, Las Vegas, Nevada Arbitres : ShaRae Mitchell, Grant Detrick, Cameron Garber | ESPN2 |

| 13 juillet | Rapport | 76ers de Philadelphie 98, Hawks d'Atlanta 99          | 76ers de Philadelphie 98, Hawks d'Atlanta 99 | 76ers de Philadelphie 98, Hawks d'Atlanta 99   |  | Cox Pavilion, Las Vegas, Nevada Arbitres : Ken Jones, Cameron Gelinas, Stephanie Barksdale | NBA TV |
| 13 juillet | Rapport | Score par quart-temps : 22-21, 28-22, 25-25, 23-31    |                                              |                                                |  | Cox Pavilion, Las Vegas, Nevada Arbitres : Ken Jones, Cameron Gelinas, Stephanie Barksdale | NBA TV |
| 13 juillet | Rapport | Jaden Springer, 29 Greg Brown III, 7 Javonte Smart, 6 | Points Rebonds Passes d.                     | Seth Lundy, 16 Trois joueurs, 8 Kobe Bufkin, 7 |  | Cox Pavilion, Las Vegas, Nevada Arbitres : Ken Jones, Cameron Gelinas, Stephanie Barksdale | NBA TV |

| 13 juillet | Rapport | Nets de Brooklyn 99, Raptors de Toronto 94                   | Nets de Brooklyn 99, Raptors de Toronto 94 | Nets de Brooklyn 99, Raptors de Toronto 94        | OT | Thomas & Mack Center, Las Vegas, Nevada Arbitres : Ashley Gloss, Nate Cearley, Shante Anderson | ESPN2 |
| 13 juillet | Rapport | Score par quart-temps : 20-17, 28-17, 23-30, 20-27, OT : 8-3 |                                            |                                                   | OT | Thomas & Mack Center, Las Vegas, Nevada Arbitres : Ashley Gloss, Nate Cearley, Shante Anderson | ESPN2 |
| 13 juillet | Rapport | Jalen Wilson, 17 Armoni Brooks, 9 Brooks, Gray, 4            | Points Rebonds Passes d.                   | Ron Harper Jr., 19 Moses Brown, 10 RJ Nembhard, 5 | OT | Thomas & Mack Center, Las Vegas, Nevada Arbitres : Ashley Gloss, Nate Cearley, Shante Anderson | ESPN2 |

| 13 juillet | Rapport | Heat de Miami 91, Bucks de Milwaukee 72                   | Heat de Miami 91, Bucks de Milwaukee 72 | Heat de Miami 91, Bucks de Milwaukee 72                                |  | Cox Pavilion, Las Vegas, Nevada Arbitres : Tyler Mirkovich, Chelisa Painter, Josh Wilson | NBA TV |
| 13 juillet | Rapport | Score par quart-temps : 20-14, 26-19, 20-16, 25-23        |                                         |                                                                        |  | Cox Pavilion, Las Vegas, Nevada Arbitres : Tyler Mirkovich, Chelisa Painter, Josh Wilson | NBA TV |
| 13 juillet | Rapport | Orlando Robinson, 25 Robinson, Cain, 8 Jamaree Bouyea, 10 | Points Rebonds Passes d.                | Lindell Wigginton, 15 Jackson Jr., Livingston, 7 Beauchamp, Molinar, 3 |  | Cox Pavilion, Las Vegas, Nevada Arbitres : Tyler Mirkovich, Chelisa Painter, Josh Wilson | NBA TV |

| 13 juillet | Rapport | Rockets de Houston 118, Warriors de Golden State 101 | Rockets de Houston 118, Warriors de Golden State 101 | Rockets de Houston 118, Warriors de Golden State 101  |  | Thomas & Mack Center, Las Vegas, Nevada Arbitres : Hortencia Sanchez-Carrizales, Ryan Sassano, Isaac Barnett | ESPN |
| 13 juillet | Rapport | Score par quart-temps : 30-29, 37-20, 23-25, 28-27   |                                                      |                                                       |  | Thomas & Mack Center, Las Vegas, Nevada Arbitres : Hortencia Sanchez-Carrizales, Ryan Sassano, Isaac Barnett | ESPN |
| 13 juillet | Rapport | Cam Whitmore, 26 Matthew Mayer, 8 Trevor Hudgins, 11 | Points Rebonds Passes d.                             | Kendric Davis, 18 Trois joueurs, 8 Lester Quiñones, 8 |  | Thomas & Mack Center, Las Vegas, Nevada Arbitres : Hortencia Sanchez-Carrizales, Ryan Sassano, Isaac Barnett | ESPN |

| 13 juillet | Rapport | Hornets de Charlotte 83, Pelicans de La Nouvelle-Orléans 89 | Hornets de Charlotte 83, Pelicans de La Nouvelle-Orléans 89 | Hornets de Charlotte 83, Pelicans de La Nouvelle-Orléans 89 |  | Cox Pavilion, Las Vegas, Nevada Arbitres : Brent Haskill, Ryan Johnson, Ian McClenny | NBA TV |
| 13 juillet | Rapport | Score par quart-temps : 5-25, 29-14, 21-30, 28-20           |                                                             |                                                             |  | Cox Pavilion, Las Vegas, Nevada Arbitres : Brent Haskill, Ryan Johnson, Ian McClenny | NBA TV |
| 13 juillet | Rapport | James Bouknight, 28 James Nnaji, 12 Nick Smith Jr., 4       | Points Rebonds Passes d.                                    | Dereon Seabron, 20 Jordan Hawkins, 8 Dyson Daniels, 5       |  | Cox Pavilion, Las Vegas, Nevada Arbitres : Brent Haskill, Ryan Johnson, Ian McClenny | NBA TV |

| 13 juillet | Rapport | Trail Blazers de Portland 88, Magic d'Orlando 71    | Trail Blazers de Portland 88, Magic d'Orlando 71 | Trail Blazers de Portland 88, Magic d'Orlando 71              |  | Thomas & Mack Center, Las Vegas, Nevada Arbitres : J.D. Ralls, Ben Stirt, Kenny Gardner | ESPN2 |
| 13 juillet | Rapport | Score par quart-temps : 23-12, 22-7, 24-27, 19-25   |                                                  |                                                               |  | Thomas & Mack Center, Las Vegas, Nevada Arbitres : J.D. Ralls, Ben Stirt, Kenny Gardner | ESPN2 |
| 13 juillet | Rapport | Michael Devoe, 18 Rayan Rupert, 12 Antoine Davis, 4 | Points Rebonds Passes d.                         | Dexter Dennis, 16 Au'Diese Toney, 7 Quinndary Weatherspoon, 6 |  | Thomas & Mack Center, Las Vegas, Nevada Arbitres : J.D. Ralls, Ben Stirt, Kenny Gardner | ESPN2 |

| 13 juillet | Rapport | Timberwolves du Minnesota 80, Kings de Sacramento 93 | Timberwolves du Minnesota 80, Kings de Sacramento 93 | Timberwolves du Minnesota 80, Kings de Sacramento 93  |  | Cox Pavilion, Las Vegas, Nevada Arbitres : Angel Kent, Stacie Blow, Matt Rafferty | NBA TV |
| 13 juillet | Rapport | Score par quart-temps : 16-21, 19-20, 22-24, 23-28   |                                                      |                                                       |  | Cox Pavilion, Las Vegas, Nevada Arbitres : Angel Kent, Stacie Blow, Matt Rafferty | NBA TV |
| 13 juillet | Rapport | Josh Minott, 18 Leonard Miller, 11 D.J. Carton, 9    | Points Rebonds Passes d.                             | Kessler Edwards, 18 Kessler Edwards, 8 Jordan Ford, 7 |  | Cox Pavilion, Las Vegas, Nevada Arbitres : Angel Kent, Stacie Blow, Matt Rafferty | NBA TV |

#### Jour 8
| 14 juillet | Rapport | Thunder d'Oklahoma City 89, Wizards de Washington 105    | Thunder d'Oklahoma City 89, Wizards de Washington 105 | Thunder d'Oklahoma City 89, Wizards de Washington 105   |  | Cox Pavilion, Las Vegas, Nevada Arbitres : Biniam Maru, Erik Aellig, Rachael Rayford | NBA TV |
| 14 juillet | Rapport | Score par quart-temps : 20-28, 22-20, 28-30, 19-27       |                                                       |                                                         |  | Cox Pavilion, Las Vegas, Nevada Arbitres : Biniam Maru, Erik Aellig, Rachael Rayford | NBA TV |
| 14 juillet | Rapport | Jared Butler, 22 Williams, Maldonado, 7 Ousmane Dieng, 5 | Points Rebonds Passes d.                              | Johnny Davis, 22 Patrick Baldwin Jr., 9 Ryan Rollins, 7 |  | Cox Pavilion, Las Vegas, Nevada Arbitres : Biniam Maru, Erik Aellig, Rachael Rayford | NBA TV |

| 14 juillet | Rapport | Clippers de Los Angeles 102, 76ers de Philadelphie 91 | Clippers de Los Angeles 102, 76ers de Philadelphie 91 | Clippers de Los Angeles 102, 76ers de Philadelphie 91    |  | Thomas & Mack Center, Las Vegas, Nevada Arbitres : Tyler Ricks, Marcy Williams, Leah Lanie | ESPN2 |
| 14 juillet | Rapport | Score par quart-temps : 24-25, 17-31, 31-22, 30-13    |                                                       |                                                          |  | Thomas & Mack Center, Las Vegas, Nevada Arbitres : Tyler Ricks, Marcy Williams, Leah Lanie | ESPN2 |
| 14 juillet | Rapport | Kobe Brown, 35 Kobe Brown, 8 Preston, Wallace, 4      | Points Rebonds Passes d.                              | Jaden Springer, 15 Greg Brown III, 8 Terquavion Smith, 5 |  | Thomas & Mack Center, Las Vegas, Nevada Arbitres : Tyler Ricks, Marcy Williams, Leah Lanie | ESPN2 |

| 14 juillet | Rapport | Celtics de Boston 89, Knicks de New York 97        | Celtics de Boston 89, Knicks de New York 97 | Celtics de Boston 89, Knicks de New York 97                     |  | Cox Pavilion, Las Vegas, Nevada Arbitres : Agon Abazi, Jason Alabanza, Gerda Gatling | NBA TV |
| 14 juillet | Rapport | Score par quart-temps : 20-31, 29-18, 31-31, 33-27 |                                             |                                                                 |  | Cox Pavilion, Las Vegas, Nevada Arbitres : Agon Abazi, Jason Alabanza, Gerda Gatling | NBA TV |
| 14 juillet | Rapport | Dalano Banton, 18 Dalano Banton, 9 JD Davison, 4   | Points Rebonds Passes d.                    | Charlie Brown Jr., 27 Charlie Brown Jr., 7 Charlie Brown Jr., 5 |  | Cox Pavilion, Las Vegas, Nevada Arbitres : Agon Abazi, Jason Alabanza, Gerda Gatling | NBA TV |

| 14 juillet | Rapport | Mavericks de Dallas 112, Pacers de l'Indiana 91      | Mavericks de Dallas 112, Pacers de l'Indiana 91 | Mavericks de Dallas 112, Pacers de l'Indiana 91         |  | Thomas & Mack Center, Las Vegas, Nevada Arbitres : Blanca Burns, Catherine Chang, Jafar Kinsey | ESPN2 |
| 14 juillet | Rapport | Score par quart-temps : 19-15, 29-18, 31-31, 33-27   |                                                 |                                                         |  | Thomas & Mack Center, Las Vegas, Nevada Arbitres : Blanca Burns, Catherine Chang, Jafar Kinsey | ESPN2 |
| 14 juillet | Rapport | A.J. Lawson, 24 Lively II, Moore, 8 Jordan Walker, 8 | Points Rebonds Passes d.                        | Ben Sheppard, 19 Oscar Tshiebwe, 7 Robert Woodard II, 4 |  | Thomas & Mack Center, Las Vegas, Nevada Arbitres : Blanca Burns, Catherine Chang, Jafar Kinsey | ESPN2 |

| 14 juillet | Rapport | Heat de Miami 81, Nuggets de Denver 112                | Heat de Miami 81, Nuggets de Denver 112 | Heat de Miami 81, Nuggets de Denver 112                  |  | Cox Pavilion, Las Vegas, Nevada Arbitres : ShaRae Mitchell, Ryan Sassano, Italo Araujo | NBA TV |
| 14 juillet | Rapport | Score par quart-temps : 17-31, 19-26, 18-30, 27-25     |                                         |                                                          |  | Cox Pavilion, Las Vegas, Nevada Arbitres : ShaRae Mitchell, Ryan Sassano, Italo Araujo | NBA TV |
| 14 juillet | Rapport | Jamaree Bouyea, 20 Bouyea, Gardner, 6 Trois joueurs, 3 | Points Rebonds Passes d.                | Hunter Tyson, 31 Collin Gillespie, 9 Collin Gillespie, 8 |  | Cox Pavilion, Las Vegas, Nevada Arbitres : ShaRae Mitchell, Ryan Sassano, Italo Araujo | NBA TV |

| 14 juillet | Rapport | Spurs de San Antonio 73, Pistons de Détroit 79           | Spurs de San Antonio 73, Pistons de Détroit 79 | Spurs de San Antonio 73, Pistons de Détroit 79          |  | Thomas & Mack Center, Las Vegas, Nevada Arbitres : Julian Scott, Teresa Stuck, Josh Reed | ESPN2 |
| 14 juillet | Rapport | Score par quart-temps : 21-28, 23-13, 17-16, 12-22       |                                                |                                                         |  | Thomas & Mack Center, Las Vegas, Nevada Arbitres : Julian Scott, Teresa Stuck, Josh Reed | ESPN2 |
| 14 juillet | Rapport | Dominick Barlow, 19 Dominick Barlow, 11 Javante McCoy, 4 | Points Rebonds Passes d.                       | Ausar Thompson, 18 Ausar Thompson, 14 Zavier Simpson, 4 |  | Thomas & Mack Center, Las Vegas, Nevada Arbitres : Julian Scott, Teresa Stuck, Josh Reed | ESPN2 |

| 14 juillet | Rapport | Jazz de l'Utah 97, Suns de Phoenix 93              | Jazz de l'Utah 97, Suns de Phoenix 93 | Jazz de l'Utah 97, Suns de Phoenix 93                   |  | Cox Pavilion, Las Vegas, Nevada Arbitres : Charles Watson, Kelsey Reynolds, Kaz Beverly | NBA TV |
| 14 juillet | Rapport | Score par quart-temps : 22-25, 21-22, 21-25, 33-21 |                                       |                                                         |  | Cox Pavilion, Las Vegas, Nevada Arbitres : Charles Watson, Kelsey Reynolds, Kaz Beverly | NBA TV |
| 14 juillet | Rapport | Johnny Juzang, 24 Johnny Juzang, 7 Cinq joueurs, 4 | Points Rebonds Passes d.              | Grant Sherfield, 23 Toumani Camara, 7 Toumani Camara, 4 |  | Cox Pavilion, Las Vegas, Nevada Arbitres : Charles Watson, Kelsey Reynolds, Kaz Beverly | NBA TV |

| 14 juillet | Rapport | Grizzlies de Memphis 100, Lakers de Los Angeles 69      | Grizzlies de Memphis 100, Lakers de Los Angeles 69 | Grizzlies de Memphis 100, Lakers de Los Angeles 69 |  | Thomas & Mack Center, Las Vegas, Nevada Arbitres : Julian McFadden, Sarah Williams, Ajay Gonnelli | ESPN2 |
| 14 juillet | Rapport | Score par quart-temps : 24-9, 27-13, 20-27, 39-20       |                                                    |                                                    |  | Thomas & Mack Center, Las Vegas, Nevada Arbitres : Julian McFadden, Sarah Williams, Ajay Gonnelli | ESPN2 |
| 14 juillet | Rapport | David Roddy, 21 Vince Williams Jr., 11 Jacob Gilyard, 7 | Points Rebonds Passes d.                           | L. J. Figueroa, 15 Cole Swider, 9 D'Moi Hodge, 3   |  | Thomas & Mack Center, Las Vegas, Nevada Arbitres : Julian McFadden, Sarah Williams, Ajay Gonnelli | ESPN2 |

#### Jour 9
| 15 juillet | Rapport | Hornets de Charlotte 109, Timberwolves du Minnesota 92 | Hornets de Charlotte 109, Timberwolves du Minnesota 92 | Hornets de Charlotte 109, Timberwolves du Minnesota 92 |  | Thomas & Mack Center, Las Vegas, Nevada Arbitres : Kevin Fahy, Omar Bermudez, JP Primm | NBA TV |
| 15 juillet | Rapport | Score par quart-temps : 27-21, 33-24, 28-23, 21-24     |                                                        |                                                        |  | Thomas & Mack Center, Las Vegas, Nevada Arbitres : Kevin Fahy, Omar Bermudez, JP Primm | NBA TV |
| 15 juillet | Rapport | Amari Bailey, 17 Tre Scott, 7 Simmons, Robinson, 8     | Points Rebonds Passes d.                               | Javonte Cooke, 16 Leonard Miller, 7 D.J. Carton, 7     |  | Thomas & Mack Center, Las Vegas, Nevada Arbitres : Kevin Fahy, Omar Bermudez, JP Primm | NBA TV |

| 15 juillet | Rapport | Warriors de Golden State 101, Raptors de Toronto 108         | Warriors de Golden State 101, Raptors de Toronto 108 | Warriors de Golden State 101, Raptors de Toronto 108 |  | Cox Pavilion, Las Vegas, Nevada Arbitres : Biniam Maru, Grant Detrick, Jafar Kinsey | ESPN |
| 15 juillet | Rapport | Score par quart-temps : 19-28, 31-18, 27-22, 24-40           |                                                      |                                                      |  | Cox Pavilion, Las Vegas, Nevada Arbitres : Biniam Maru, Grant Detrick, Jafar Kinsey | ESPN |
| 15 juillet | Rapport | Lester Quiñones, 32 Trayce Jackson-Davis, 10 Yuri Collins, 7 | Points Rebonds Passes d.                             | Joe Wieskamp, 27 Moses Brown, 6 Markquis Nowell, 12  |  | Cox Pavilion, Las Vegas, Nevada Arbitres : Biniam Maru, Grant Detrick, Jafar Kinsey | ESPN |

| 15 juillet | Rapport | Bucks de Milwaukee 84, Kings de Sacramento 92                | Bucks de Milwaukee 84, Kings de Sacramento 92 | Bucks de Milwaukee 84, Kings de Sacramento 92       |  | Thomas & Mack Center, Las Vegas, Nevada Arbitres : Hortencia Sanchez-Carrizales, Klajdi Mulla, Bobby Bissant | NBA TV |
| 15 juillet | Rapport | Score par quart-temps : 21-27, 21-26, 22-12, 20-27           |                                               |                                                     |  | Thomas & Mack Center, Las Vegas, Nevada Arbitres : Hortencia Sanchez-Carrizales, Klajdi Mulla, Bobby Bissant | NBA TV |
| 15 juillet | Rapport | Chris Livingston, 22 E. J. Montgomery, 6 Craig Randall II, 8 | Points Rebonds Passes d.                      | Jalen Slawson, 17 Slawson, Daum, 7 Trois joueurs, 4 |  | Thomas & Mack Center, Las Vegas, Nevada Arbitres : Hortencia Sanchez-Carrizales, Klajdi Mulla, Bobby Bissant | NBA TV |

| 15 juillet | Rapport | Wizards de Washington 85, Bulls de Chicago 90            | Wizards de Washington 85, Bulls de Chicago 90 | Wizards de Washington 85, Bulls de Chicago 90                      |  | Cox Pavilion, Las Vegas, Nevada Arbitres : Angel Kent, Cameron Garber, Josh Reed | ESPN |
| 15 juillet | Rapport | Score par quart-temps : 17-13, 21-20, 13-24, 34-33       |                                               |                                                                    |  | Cox Pavilion, Las Vegas, Nevada Arbitres : Angel Kent, Cameron Garber, Josh Reed | ESPN |
| 15 juillet | Rapport | Jules Bernard, 17 Tristan Vukčević, 8 Quenton Jackson, 7 | Points Rebonds Passes d.                      | Javon Freeman-Liberty, 24 Adama Sanogo, 9 Javon Freeman-Liberty, 5 |  | Cox Pavilion, Las Vegas, Nevada Arbitres : Angel Kent, Cameron Garber, Josh Reed | ESPN |

| 15 juillet | Rapport | Celtics de Boston 94, Magic d'Orlando 77                               | Celtics de Boston 94, Magic d'Orlando 77 | Celtics de Boston 94, Magic d'Orlando 77                       |  | Thomas & Mack Center, Las Vegas, Nevada Arbitres : Tyler Mirkovich, Nate Cearley, Gina Catanzariti | NBA TV |
| 15 juillet | Rapport | Score par quart-temps : 16-20, 27-14, 34-23, 17-20                     |                                          |                                                                |  | Thomas & Mack Center, Las Vegas, Nevada Arbitres : Tyler Mirkovich, Nate Cearley, Gina Catanzariti | NBA TV |
| 15 juillet | Rapport | Vincent Valerio-Bodon, 13 Vincent Valerio-Bodon, 6 Baldwin, Davison, 6 | Points Rebonds Passes d.                 | Robert Baker II, 15 Robert Baker II, 11 Weatherspoon, Hardy, 3 |  | Thomas & Mack Center, Las Vegas, Nevada Arbitres : Tyler Mirkovich, Nate Cearley, Gina Catanzariti | NBA TV |

| 15 juillet | Rapport | Nuggets de Denver 89, Knicks de New York 86                    | Nuggets de Denver 89, Knicks de New York 86 | Nuggets de Denver 89, Knicks de New York 86            |  | Thomas & Mack Center, Las Vegas, Nevada Arbitres : Ian McClenny, Kaitlynn Bunger, Kenny Gardner | NBA TV |
| 15 juillet | Rapport | Score par quart-temps : 21-9, 26-23, 23-25, 19-29              |                                             |                                                        |  | Thomas & Mack Center, Las Vegas, Nevada Arbitres : Ian McClenny, Kaitlynn Bunger, Kenny Gardner | NBA TV |
| 15 juillet | Rapport | Julian Strawther, 25 Julian Strawther, 9 Pickett, Gillespie, 6 | Points Rebonds Passes d.                    | QJ Peterson, 25 Dmytro Skapintsev, 9 Marcus Garrett, 5 |  | Thomas & Mack Center, Las Vegas, Nevada Arbitres : Ian McClenny, Kaitlynn Bunger, Kenny Gardner | NBA TV |

| 15 juillet | Rapport | Grizzlies de Memphis 79, Suns de Phoenix 102               | Grizzlies de Memphis 79, Suns de Phoenix 102 | Grizzlies de Memphis 79, Suns de Phoenix 102           |  | Thomas & Mack Center, Las Vegas, Nevada Arbitres : Isaac Barnett, Ken Jones, Kastine Evans | NBA TV |
| 15 juillet | Rapport | Score par quart-temps : 22-27, 22-23, 16-20, 19-32         |                                              |                                                        |  | Thomas & Mack Center, Las Vegas, Nevada Arbitres : Isaac Barnett, Ken Jones, Kastine Evans | NBA TV |
| 15 juillet | Rapport | Biberović, Mohammed, 13 G. G. Jackson, 6 Quatre joueurs, 3 | Points Rebonds Passes d.                     | Toumani Camara, 20 Camara, Jemison, 10 Jordan Usher, 5 |  | Thomas & Mack Center, Las Vegas, Nevada Arbitres : Isaac Barnett, Ken Jones, Kastine Evans | NBA TV |

#### Tournoi de consolation
| 16 juillet | Rapport | 76ers de Philadelphie 117, Pelicans de La Nouvelle-Orléans 114 | 76ers de Philadelphie 117, Pelicans de La Nouvelle-Orléans 114 | 76ers de Philadelphie 117, Pelicans de La Nouvelle-Orléans 114 |  | Cox Pavilion, Las Vegas, Nevada Arbitres : Ashley Gloss, Chelisa Painter, Paul Tuomey | NBA TV |
| 16 juillet | Rapport | Score par quart-temps : 32-14, 25-36, 26-33, 34-31             |                                                                |                                                                |  | Cox Pavilion, Las Vegas, Nevada Arbitres : Ashley Gloss, Chelisa Painter, Paul Tuomey | NBA TV |
| 16 juillet | Rapport | DJ Steward, 36 Greg Brown III, 9 Javonte Smart, 9              | Points Rebonds Passes d.                                       | E. J. Liddell, 23 Dyson Daniels, 11 Dyson Daniels, 8           |  | Cox Pavilion, Las Vegas, Nevada Arbitres : Ashley Gloss, Chelisa Painter, Paul Tuomey | NBA TV |

| 16 juillet | Rapport | Nets de Brooklyn 99, Cavaliers de Cleveland 102              | Nets de Brooklyn 99, Cavaliers de Cleveland 102 | Nets de Brooklyn 99, Cavaliers de Cleveland 102        | OT | Thomas & Mack Center, Las Vegas, Nevada Arbitres : Pat O'Connell, Intae Hwang, Jenna Reneau | ESPN |
| 16 juillet | Rapport | Score par quart-temps : 21-26, 24-19, 17-28, 32-21, OT : 5-8 |                                                 |                                                        | OT | Thomas & Mack Center, Las Vegas, Nevada Arbitres : Pat O'Connell, Intae Hwang, Jenna Reneau | ESPN |
| 16 juillet | Rapport | Wilson, Brooks, 22 Jalen Wilson, 11 Kennedy Chandler, 7      | Points Rebonds Passes d.                        | Isaiah Mobley, 23 Luke Travers, 12 Craig Porter Jr., 7 | OT | Thomas & Mack Center, Las Vegas, Nevada Arbitres : Pat O'Connell, Intae Hwang, Jenna Reneau | ESPN |

| 16 juillet | Rapport | Pistons de Détroit 100, Pacers de l'Indiana 85     | Pistons de Détroit 100, Pacers de l'Indiana 85 | Pistons de Détroit 100, Pacers de l'Indiana 85       |  | Cox Pavilion, Las Vegas, Nevada Arbitres : Ryan Sassano, Matt Rafferty, Sarah Williams | NBA TV |
| 16 juillet | Rapport | Score par quart-temps : 19-16, 23-31, 26-16, 32-22 |                                                |                                                      |  | Cox Pavilion, Las Vegas, Nevada Arbitres : Ryan Sassano, Matt Rafferty, Sarah Williams | NBA TV |
| 16 juillet | Rapport | Marcus Sasser, 40 Amar Sylla, 10 Marcus Sasser, 5  | Points Rebonds Passes d.                       | Isaiah Wong, 24 Robert Woodard II, 11 Isaiah Wong, 3 |  | Cox Pavilion, Las Vegas, Nevada Arbitres : Ryan Sassano, Matt Rafferty, Sarah Williams | NBA TV |

| 16 juillet | Rapport | Jazz de l'Utah 101, Rockets de Houston 115         | Jazz de l'Utah 101, Rockets de Houston 115 | Jazz de l'Utah 101, Rockets de Houston 115                 |  | Thomas & Mack Center, Las Vegas, Nevada Arbitres : Tyler Ricks, Tyler Mirkovich, Blanca Burns | ESPN2 |
| 16 juillet | Rapport | Score par quart-temps : 19-19, 18-30, 35-32, 29-36 |                                            |                                                            |  | Thomas & Mack Center, Las Vegas, Nevada Arbitres : Tyler Ricks, Tyler Mirkovich, Blanca Burns | ESPN2 |
| 16 juillet | Rapport | Trois joueurs, 20 Micah Potter, 12 Colbey Ross, 6  | Points Rebonds Passes d.                   | Nate Hinton, 27 Jermaine Samuels Jr., 10 Trevor Hudgins, 9 |  | Thomas & Mack Center, Las Vegas, Nevada Arbitres : Tyler Ricks, Tyler Mirkovich, Blanca Burns | ESPN2 |

| 16 juillet | Rapport | Thunder d'Oklahoma City 94, Spurs de San Antonio 98 | Thunder d'Oklahoma City 94, Spurs de San Antonio 98 | Thunder d'Oklahoma City 94, Spurs de San Antonio 98    |  | Cox Pavilion, Las Vegas, Nevada Arbitres : Ian McClenny, Leah Lanie, Gerda Gatling | NBA TV |
| 16 juillet | Rapport | Score par quart-temps : 17-29, 25-24, 29-27, 23-18  |                                                     |                                                        |  | Cox Pavilion, Las Vegas, Nevada Arbitres : Ian McClenny, Leah Lanie, Gerda Gatling | NBA TV |
| 16 juillet | Rapport | Jared Butler, 31 Justice Sueing, 6 Ousmane Dieng, 6 | Points Rebonds Passes d.                            | Erik Stevenson, 23 Charles Bediako, 11 Sidy Cissoko, 6 |  | Cox Pavilion, Las Vegas, Nevada Arbitres : Ian McClenny, Leah Lanie, Gerda Gatling | NBA TV |

| 16 juillet | Rapport | Heat de Miami 104, Trail Blazers de Portland 78              | Heat de Miami 104, Trail Blazers de Portland 78 | Heat de Miami 104, Trail Blazers de Portland 78 |  | Thomas & Mack Center, Las Vegas, Nevada Arbitres : Julian Scott, Kelsey Reynolds, Ryan Johnson | ESPN2 |
| 16 juillet | Rapport | Score par quart-temps : 26-22, 22-30, 28-7, 28-19            |                                                 |                                                 |  | Thomas & Mack Center, Las Vegas, Nevada Arbitres : Julian Scott, Kelsey Reynolds, Ryan Johnson | ESPN2 |
| 16 juillet | Rapport | Orlando Robinson, 27 Orlando Robinson, 9 Orlando Robinson, 6 | Points Rebonds Passes d.                        | Duop Reath, 18 Duop Reath, 6 Michael Devoe, 5   |  | Thomas & Mack Center, Las Vegas, Nevada Arbitres : Julian Scott, Kelsey Reynolds, Ryan Johnson | ESPN2 |

| 16 juillet | Rapport | Hawks d'Atlanta 80, Mavericks de Dallas 101           | Hawks d'Atlanta 80, Mavericks de Dallas 101 | Hawks d'Atlanta 80, Mavericks de Dallas 101             |  | Cox Pavilion, Las Vegas, Nevada Arbitres : Clare Aubry, Cameron Gelinas, Jacob Barnett | NBA TV |
| 16 juillet | Rapport | Score par quart-temps : 23-19, 21-27, 18-36, 18-19    |                                             |                                                         |  | Cox Pavilion, Las Vegas, Nevada Arbitres : Clare Aubry, Cameron Gelinas, Jacob Barnett | NBA TV |
| 16 juillet | Rapport | Kobe Bufkin, 18 Trois joueurs, 6 Martin, Kabengele, 4 | Points Rebonds Passes d.                    | Jordan Walker, 22 Dereck Lively II, 6 Mike Miles Jr., 8 |  | Cox Pavilion, Las Vegas, Nevada Arbitres : Clare Aubry, Cameron Gelinas, Jacob Barnett | NBA TV |

| 16 juillet | Rapport | Lakers de Los Angeles 104, Clippers de Los Angeles 103         | Lakers de Los Angeles 104, Clippers de Los Angeles 103 | Lakers de Los Angeles 104, Clippers de Los Angeles 103 |  | Thomas & Mack Center, Las Vegas, Nevada Arbitres : Hortencia Sanchez-Carrizales, Charles Watson, Rachael Rayford | ESPN2 |
| 16 juillet | Rapport | Score par quart-temps : 22-28, 26-19, 26-32, 30-24             |                                                        |                                                        |  | Thomas & Mack Center, Las Vegas, Nevada Arbitres : Hortencia Sanchez-Carrizales, Charles Watson, Rachael Rayford | ESPN2 |
| 16 juillet | Rapport | Hodge, Figueroa, 23 Colin Castleton, 14 Castleton, Hamilton, 6 | Points Rebonds Passes d.                               | Xavier Moon, 21 Xavier Moon, 8 Xavier Moon, 10         |  | Thomas & Mack Center, Las Vegas, Nevada Arbitres : Hortencia Sanchez-Carrizales, Charles Watson, Rachael Rayford | ESPN2 |

#### Finale
| 17 juillet | Rapport | Rockets de Houston 78, Cavaliers de Cleveland 99   | Rockets de Houston 78, Cavaliers de Cleveland 99 | Rockets de Houston 78, Cavaliers de Cleveland 99        |  | Thomas & Mack Center, Las Vegas, Nevada Arbitres : ShaRae Mitchell, J.D. Ralls, Brent Haskill | ESPN |
| 17 juillet | Rapport | Score par quart-temps : 14-28, 30-23, 15-28, 19-20 |                                                  |                                                         |  | Thomas & Mack Center, Las Vegas, Nevada Arbitres : ShaRae Mitchell, J.D. Ralls, Brent Haskill | ESPN |
| 17 juillet | Rapport | Nate Hinton, 18 Nate Hinton, 10 Trevor Hudgins, 7  | Points Rebonds Passes d.                         | Isaiah Mobley, 28 Isaiah Mobley, 11 Craig Porter Jr., 8 |  | Thomas & Mack Center, Las Vegas, Nevada Arbitres : ShaRae Mitchell, J.D. Ralls, Brent Haskill | ESPN |